# Liste des ascensions du Tour de France 1935
La liste des ascensions du Tour de France 1935 répertorie les cols empruntés par les coureurs lors de la 29e édition de la course cycliste par étape du Tour de France.
Des points sont décernés aux 10 premiers coureurs franchissant le sommet de quinze cols, surlignés en gras dans le tableau ci-dessous (10 points au 1er, 9 au 2e, 8 au 3e, 7 au 4e, 6 au 5e, 5 au 6e, 4 au 7e, 3 au 8e, 2 au 9e, 1 au 10e).
Quatre massifs sont visités : les Vosges, le Jura, les Alpes puis les Pyrénées. Le point culminant de la course est franchi au col du Galibier.
Le coureur Belge Félicien Vervaecke remporte le Grand-Prix de la montagne.

## Liste
Des points sont distribués au sommet des cols marqués en gras dans le tableau ci-dessous.
| Col                    | Département                          | Massif   | Altitude | Étape | Coureur en tête au sommet |
| ---------------------- | ------------------------------------ | -------- | -------- | ----- | ------------------------- |
| Col du Ballon d'Alsace | Vosges/Territoire de Belfort         | Vosges   | 1 256 m  | 4e    | Félicien Vervaecke        |
| Col de la Lemme        | Jura                                 | Jura     | m        | 5ea   |                           |
| Col de la Savine       | Jura                                 | Jura     | 984 m    | 5ea   |                           |
| Col de la Faucille     | Ain                                  | Jura     | 1 320 m  | 5ea   |                           |
| Col des Aravis         | Savoie/Haute-Savoie                  | Alpes    | 1 470 m  | 6e    | René Vietto               |
| Col de Tamié           | Savoie                               | Alpes    | 910 m    | 6e    | René Vietto               |
| Col du Télégraphe      | Savoie                               | Alpes    | 1 566 m  | 7e    | Francesco Camusso         |
| Col du Galibier        | Savoie/Hautes-Alpes                  | Alpes    | 2 658 m  | 7e    | Gabriel Ruozzi            |
| Col du Lautaret        | Hautes-Alpes                         | Alpes    | 2 057 m  | 7e    |                           |
| Rampe de Laffrey       | Isère                                | Alpes    | 925 m    | 8e    | Gabriel Ruozzi            |
| Col Bayard             | Hautes-Alpes                         | Alpes    | 1 246 m  | 8e    | Gabriel Ruozzi            |
| Col de Vars            | Hautes-Alpes/Alpes-de-Haute-Provence | Alpes    | 2 115 m  | 9e    | Félicien Vervaecke        |
| Col d'Allos            | Alpes-de-Haute-Provence              | Alpes    | 2 250 m  | 9e    | Félicien Vervaecke        |
| Col du Pilon           | Alpes-Maritimes                      | Alpes    | 785 m    | 10e   |                           |
| Col de Nice            | Alpes-Maritimes                      | Alpes    | 380 m    | 11e   |                           |
| Col de Braus           | Alpes-Maritimes                      | Alpes    | 1 000 m  | 11e   | Gabriel Ruozzi            |
| Col de Castillon       | Alpes-Maritimes                      | Alpes    | 750 m    | 11e   | Francesco Camusso         |
| La Turbie              | Alpes-Maritimes                      | Alpes    | 480 m    | 11e   | Orlando Teani             |
| Col d'Èze              | Alpes-Maritimes                      | Alpes    | 540 m    | 11e   |                           |
| Côte de Mont-Louis     | Pyrénées-Orientales                  | Pyrénées | 1 500 m  | 15e   | Félicien Vervaecke        |
| Col de la Perche       | Pyrénées-Orientales                  | Pyrénées | 1 579 m  | 15e   |                           |
| Col Rigat              | Pyrénées-Orientales                  | Pyrénées | 1 622 m  | 15e   |                           |
| Col de Puymorens       | Pyrénées-Orientales                  | Pyrénées | 1 931 m  | 15e   | Sylvère Maes              |
| Col de Port            | Ariège                               | Pyrénées | 1 249 m  | 15e   | Félicien Vervaecke        |
| Col de Portet-d'Aspet  | Haute-Garonne                        | Pyrénées | 1 074 m  | 15e   | Félicien Vervaecke        |
| Col des Ares           | Haute-Garonne                        | Pyrénées | 839 m    | 15e   |                           |
| Col de Peyresourde     | Haute-Garonne/Hautes-Pyrénées        | Pyrénées | 1 545 m  | 16e   | Félicien Vervaecke        |
| Col d'Aspin            | Hautes-Pyrénées                      | Pyrénées | 1 489 m  | 16e   | Félicien Vervaecke        |
| Col du Tourmalet       | Hautes-Pyrénées                      | Pyrénées | 2 122 m  | 16e   | Sylvère Maes              |
| Col du Soulor          | Hautes-Pyrénées                      | Pyrénées | 1 656 m  | 16e   |                           |
| Col de Tortes          | Hautes-Pyrénées                      | Pyrénées | 1 650 m  | 16e   |                           |
| Col d'Aubisque         | Pyrénées-Atlantiques                 | Pyrénées | 1 748 m  | 16e   | Ambrogio Morelli          |

## Classement final du Grand Prix de la montagne
| Classement de la montagne | Classement de la montagne | Classement de la montagne | Classement de la montagne | Classement de la montagne |
| Coureur                   | Coureur                   | Pays                      | Équipe                    | Points                    |
| ------------------------- | ------------------------- | ------------------------- | ------------------------- | ------------------------- |
| 1er                       | Félicien Vervaecke        | Belgique                  | Alcyon-Dunlop             | 128 pts                   |
| 2e                        | Sylvère Maes              | Belgique                  |                           | 92 pts                    |
| 3e                        | Jules Lowie               | Belgique                  |                           | 62 pts                    |
| 4e                        | Gabriel Ruozzi            | France                    |                           | 61 pts                    |
| 5e                        | Romain Maes               | Belgique                  | Alcyon-Dunlop             | 57 pts                    |
| 6e                        | Ambrogio Morelli          | Italie                    |                           | 49 pts                    |
| 7e                        | Francesco Camusso         | Italie                    | Legnano-Wolsit            | 47 pts                    |
| 8e                        | René Vietto               | France                    | Helyett-Hutchinson        | 42 pts                    |
| 9e                        | Orlando Teani             | Italie                    |                           | 41 pts                    |
| 10e                       | Léo Amberg                | Suisse                    |                           | 33 pts                    |